# Убийство Джамеля Бенсмаила
Убийство Джамеля Бенсмаила произошло 11 августа 2021 года в алжирском городе Ларбаа Натх Иратен, вилайет Тизи-Узу. Его линчевала толпа по подозрению в поджоге, который привёл к масштабным лесным пожарам в регионе.

## Биография
Джамель Бенсмаил родился 23 февраля 1985 года в Милиане, вилайет Айн-Дефла, музыкант, художник и активист алжирского движения Хирак. В своем городе он также был известен участием во многих гуманитарных акциях.

## Убийство
Убийство Джамеля Бенсмейна произошло, когда в регионе в течение трёх дней бушевали сильные пожары, причинившие огромный материальный ущерб и повлекшие несколько жертв. 10 августа министр внутренних дел Камель Бельджуд подтвердил, что пожары в регионе стали результатом поджогов, это заявление было поддержано двумя днями позже премьер-министром Айменом Бенабдеррахманом. Джамель приехал из Милианы, чтобы помочь населению региона, и его тут же обвинили в поджоге. Полиция везла его в участок, разъяренная толпа окружила фургон. Несмотря на попытки полицейских защитить Бенсмаила, несколько нападавших проникли в фургон. Джамель безуспешно пытался объясниться с толпой. В фургоне его ударили ножом, затем его вывели из фургона, протащили на площадь в центре города, линчевали, а тело сожгли.
Практически все этапы убийства были засняты на десяток мобильных телефонов, эти видео потом массово распространялись в соцсетях.
92 человека были арестованы в связи с убийством, позже власти заявили, что убийство было результатом заговора и работы террористической организации, а именно движения за самоопределение Кабилии и движения Rachad.

## Обвинение
24 ноября 2022 года суд Дар-эль-Бейды приговорил 49 обвиняемых к смертной казни, 10 обвиняемых — к 12 годам тюремного заключения и 17 обвиняемых — к 10 годам тюремного заключения и штрафу в размере 100 тысяч динаров. Этот же суд приговорил 6 человек к 5 годам заключения, 4 человек — к 3 годам и одного — к 2 годам, 17 человек были оправданы.